# Avahi betsileo
Avahi betsileo is een zoogdier uit de familie van de indriachtigen (Indriidae). De wetenschappelijke naam van de soort werd voor het eerst geldig gepubliceerd door Andriantompohavana et al. in 2007.

## Taxonomie
De soortaanduiding, betsileo, is een verwijzing naar de Betsileo, het volk dat in het gebied leeft. De soort is, vooral genetisch, nauw verwant aan de beide vormen van Avahi peyrierasi, haar zuidelijke buren, maar verschilt morfologisch van beide. De meer noordelijk voorkomende oostelijke wolmaki (Avahi laniger) is minder nauw verwant.

## Kenmerken
De vacht aan de bovenkant van het lichaam en de extremiteiten. is licht roodbruin. Op het gezicht zit een grijs masker. Om de ogen zit wat crèmekleurige vacht. De kop ziet er tamelijk rond uit. De vacht aan de onderkant van het lichaam is donkergrijs in het midden en lichter naar de flanken toe. De staart is roodbruin, aan de bovenkant donkerder dan aan de onderkant. Het gewicht bedraagt gemiddeld 1,05 kg.

## Voorkomen
De soort komt voor op Madagaskar, waar hij slechts gevonden is in het Bemosary Classified Forest in het district Fandriana van de provincie Fianarantsoa. De verspreiding beslaat waarschijnlijk het gebied tussen de rivieren Mangoro en Mananjary.